# Фаджр (ракета)

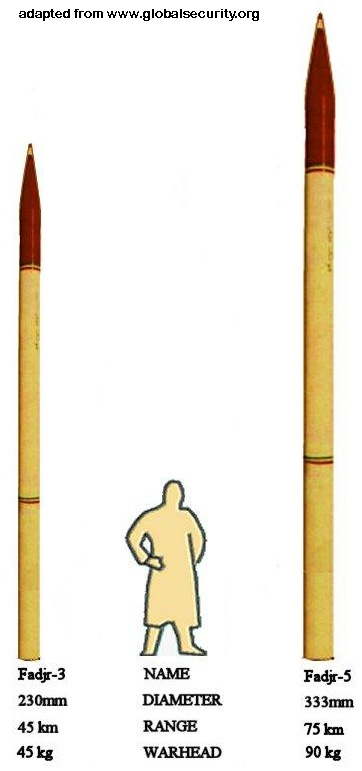

Фаджр (перс. فجر‎ от араб. فجر‎ — «рассвет») — семейство неуправляемых ракет иранского производства, разработанных с использованием северокорейских технологий, созданных на основе советских реактивных систем залпового огня.
Радиус действия первых ракет составлял 40 км. Модернизированные версии ракеты Фаджр-5 (перс. فجر ٥‎, англ. Fajr-5) калибра 333 мм способны поражать цели на расстоянии до 75 км. Масса взрывчатого вещества в боевой части составляет 90 кг. Иногда боевую часть снаряжают готовыми поражающими элементами, в виде металлических шариков для увеличения урона.
Первое применение этих реактивных снарядов боевиками группировки «Хезболла» против Израиля отмечено 16 июля 2006 в ходе израильско-ливанского конфликта. В заявлениях «Хезболлы» ракета обозначается как «Хайбар-1».
15 ноября 2012 года боевики организации Исламского джихада пытались нанести удар по Иерусалиму и Тель-Авиву с помощью ракет Фаджр-5. Вновь ракеты этого типа были применены группировкой «Хамас» в ходе операции «Нерушимая скала» в июле 2014.